# Take a Toke
A Take a Toke című dal az amerikai C+C Music Factory 1994-ben megjelent 2. kimásolt kislemeze az Anything Goes! című stúdióalbumról. A dal csupán a Billboard Dance listájára került fel, ahol 23., míg Németországban a 88. helyig jutott. Az Egyesült Királyságban a 26. helyig sikerült jutnia a dalnak

## Megjelenések
CD Maxi-Single  Európa Columbia – 661044 2
1. Take A Toke (The Album Version) 4:29 Co-producer – Bob Rosa, Duran Ramos, Engineer [Recording & Mix] – Bob Rosa, Producer, Arranged By, Mixed By – David Cole, Robert Clivillés
2. Take A Toke (Robi-Rob's Jeep Mix !) 7:11 Engineer [Recording & Mix] – Acar Key, Other [Special Guest Artist] – Kulcha Don, Patra, Producer [Additional Production], Arranged By [Re-Arrangement] – Gary Henry, Robert Clivilles
3. Take A Toke (Robi-Rob's Hip Hop Junkies Mix) 6:20 Engineer [Recording & Mix] – Acar Key, Other [Special Guest Artist] – Kulcha Don, Patra, Producer [Additional Production], Arranged By [Re-Arrangement] – Gary Henry, Robert Clivilles
4. Take A Toke (House Mix) 7:52 Engineer [Recording & Mix] – Rodney Ascue, Remix, Producer [Additional Production] – Danny Vargas*, Victor Vargas
5. Take A Toke (Radio Version – Take It Slow) 4:36 Engineer [Recording & Mix] – Acar Key, Other [Special Guest Artist] – Kulcha Don, Patra, Producer [Additional Production], Arranged By [Re-Arrangement] – Gary Henry, Robert Clivilles

## Slágerlista
| Slágerlista (1994)                 | Legjobb helyezések |
| ---------------------------------- | ------------------ |
| Brit kislemezlista                 | 26                 |
| U.S. Billboard Hot Dance Club Play | 23                 |
| Németország (Media Control Charts) | 88                 |

## Felhasznált zenei alapok
A dalhoz az alábbi zenei alapokat használták fel: 
- Barry White – Playing Your Game Baby (1977)[5]
- James Brown – Make It Funky (1971)[6]

### Remixek
- Danny "Holiday" Vargas – Take a Toke (House Mix) (1994)[7]